# Gare de Nishitetsu Ogōri
La gare de Nishitetsu Ogōri (西鉄小郡駅, Nishitetsu Ogōri-eki) est une gare ferroviaire de la ville d'Ogōri, dans la préfecture de Fukuoka au Japon. Elle est exploitée par la compagnie Nishitetsu.

## Situation ferroviaire
La gare de Nishitetsu Ogōri est située au point kilométrique (PK) 28,7 de la ligne Nishitetsu Tenjin Ōmuta.

## Histoire
La gare a été inaugurée le 12 avril 1924 sous le nom de la gare d'Ogōri. Elle prend son nom actuel en 1942.

## Service des voyageurs

### Accueil
La gare dispose d'un bâtiment voyageurs ouvert tous les jours, avec des guichets et des automates pour l'achat de titres de transport.

### Desserte
- Ligne Nishitetsu Tenjin Ōmuta :
  - voies 1 et 2 : direction Nishitetsu Kurume et Ōmuta
  - voies 3 et 4 : direction Nishitetsu Futsukaichi et Nishitetsu Fukuoka (Tenjin)

### Intermodalité
La gare d'Ogōri de la compagnie Amatetsu est située à proximité.